# Schunck
Schunck is een voormalig mode- en warenhuisketen in Heerlen en Geleen. De firma Schunck had meerdere gebouwen in gebruik, waarvan het bekendste het Glaspaleis is, dat door de Union of International Architects tot een van de duizend meest invloedrijke gebouwen van de 20e eeuw is uitgeroepen. Opdrachtgever voor het Glaspaleis was eigenaar Peter Schunck. 
De firma Schunck groeide uit van een kleine weverszaak tot een concern met grootste warenhuis in Heerlen en bleef tot de verkoop aan Berden in 1995 grotendeels in het bezit van de familie van Arnold Schunck en zijn nazaten. 

## Geschiedenis
Arnold Schunck (Kettenis, 11 februari 1842 - Heerlen, 15 oktober 1905), leerde het wevershandwerk in Aken en richtte vervolgens een weverij in Hauset op, die echter niet opkon tegen de gemechaniseerde weverijen in Eupen en Aken. Daarom richtte Schunck in 1874 in Heerlen een kleine handweverij op, die na enkele jaren werd uitgebreid met een textielzaak en drogisterij. De winkel werd in eerste instantie door zijn vrouw  Anna Maria Küppers gedreven. De doelgroep bestond met name uit de mijnwerkers, aan wie zij zeer robuuste stoffen voor de werkkledij en later ook volledige kledingstukken verkocht, wat in die periode nog ongewoon was. Het succes van de winkel was mede een gevolg van de centrale ligging. Heerlen had in die tijd nog maar ca. 5.000 inwoners, maar een groot verzorgingsgebied, dat steeds meer geïndustrialiseerd werd.
Peter Schunck (Hauset, 31 oktober 1873 - Heerlen, 13 juli 1960), die na de dood van zijn vader de zaak samen met zijn moeder ging leiden, kocht rond 1908 drie bussen, die hij dagelijks meermaals op vaste tijden langs de nabijgelegen dorpen liet rijden, om de inwoners gratis naar het Heerlens warenhuis te vervoeren. Daarmee bracht hij zo'n beetje het eerste lokale openbaar vervoer in Heerlen tot stand.
Aan het eind van de jaren twintig gingen de zaken voorspoedig en Peter Schunck liet de architect Frits Peutz het Glaspaleis ontwerpen, een 27 meter hoog gebouw in de stijl van Bauhaus, dat vanaf de opening in 1935 grote bekendheid zou verwerven. 
De grootste bloei bereikte de onderneming in het begin van de jaren zestig, toen in meerdere warenhuizen in totaal zo'n 1.000 medewerkers in dienst waren. Door de mijnsluitingen vanaf eind jaren zestig zette echter de neergang in, omdat daarmee een koopkrachtig deel van het publiek wegviel. Ook de invoering van de btw en de verkorting van de openingstijden op zaterdag hadden een ongunstige invloed. Uit financiële nood werden winkels aan de concurrentie overgedaan, zelfs het Glaspaleis ontkwam hier niet aan. 
Onder Christine Schunck (Heerlen, 27 juni 1907 - aldaar, 21 maart 2001), dochter van Peter Schunck, beperkte de onderneming zich weer tot textiel en woninginterieur. In 1972 kocht zij alle uitstaande aandelen terug en zette het bedrijf om in een BV. In 1995 bleek echter dat niemand binnen de familie Christine nog wilde opvolgen, en het bedrijf werd overgenomen door Berden. Dat dreef de onderneming nog tot 2006 onder de naam Berden-Schunck, waarna de merknaam Schunck definitief van het toneel verdween. 